# Piranshahr
Piranshahr este un oraș din Iran.

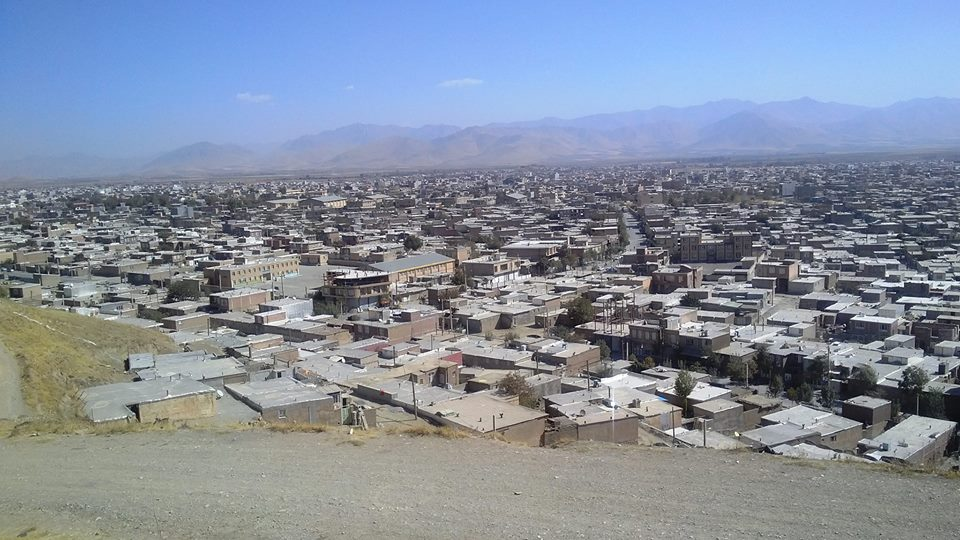

Piranshahr este una dintre cele mai vechi orase ale Iranului și bazele sale datează din epoca pre-islamică Iran și apariția regatului lui mezilor.